# Épilation du maillot

Styles d'épilation du maillot chez les femmes

L'épilation du maillot est le fait de retirer, chez l'humain, des poils de la région du pubis.

## Historique

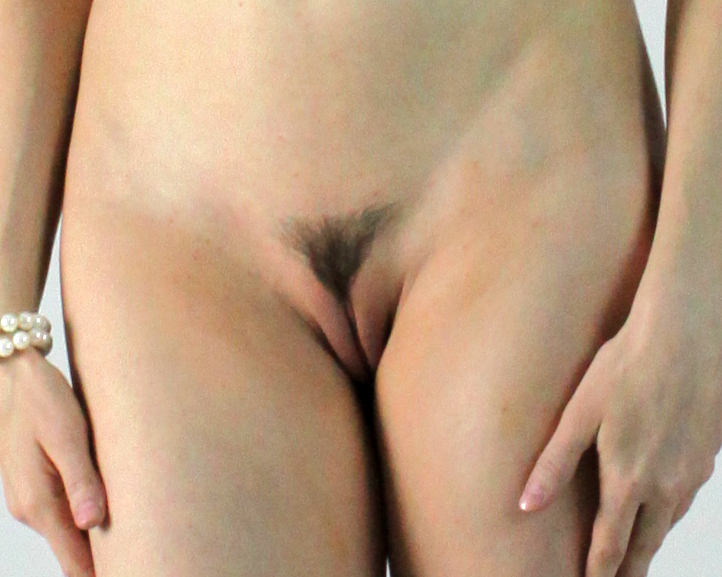
Exemple d'épilation en triangle.

L'épilation pubienne chez les femmes est courante à Athènes notamment et dans l'ensemble de la Grèce antique, dans l'optique selon Aristophane d'éviter tout ce qui pourrait les rendre semblables aux hommes.
L'expression ή δεινή άκανθα (l'épine douloureuse) (Anthologie Palatine XI 329,2) fait allusion aux petits poils durs qui repoussent après l'épilation. « À l'opposé des hommes, beaucoup de femmes grecques préféraient le pubis glabre. En témoignent les statues de l'Antiquité dont le sexe de l'homme adulte est souvent couvert de sa toison naturelle, tandis que celui de la femme est toujours lisse et poli. »
Les femmes grecques riches font appel à des épileuses (ή παρατίλτρια).
Après la Renaissance, en Occident, les poils pubiens sont associés aux parties du corps désignées comme honteuses. Dans son Histoire anatomique des parties génitales de l’homme et de la femme, qui servent à la génération, Graaf Regnatus évoque sur les « parties des femmes qui servent à la génération » « les poils de la partie honteuse » en affirmant que la fonction du poil est « principalement de cacher les parties honteuses », il fait aussi remarquer que « les femmes d’Italie et du Levant l’arrachent comme chose malpropre et malséante[réf. souhaitée]. »
Pour Marc-Alain Descamp (1986), sur la base des résultats de premières études statistiques et comparatives faites dès 1972-73 sur les pratiques épilatoires des femmes françaises et marocaines et des points de vue psychologique et social, l'épilation des jambes, des aisselles et pubis participe aussi d'une réinvention du corps.
En Occident, selon une étude américaine ayant porté sur l'épilation des aisselles et des jambes aux États-Unis depuis son apparition commerciale vers 1915, la mode de l'épilation des aisselles, du pubis et dernièrement du torse a pris récemment une grande vigueur, notamment sous l'effet de la publicité, à partir notamment de campagnes publicitaires entreprises de 1914 à 1945 aux États-Unis insistant sur l'aseptisation du corps et la lutte contre les fluides corporels et leurs odeurs.
Une étude française de l’IFOP publiée en avril 2014 a montré pour sa part la progression de l’épilation intégrale qui concerne aujourd’hui 14 % des Françaises. L’étude met en lien ces changements avec l’omniprésence de l’épilation intégrale dans l’univers du X dont les contenus se massifient et deviennent plus faciles d’accès. Cette étude met en outre en lumière des clivages générationnels et sociaux cette forme d’épilation est plus pratiquée par les jeunes (45 % des 18-24 ans) que par les personnes plus âgées et par les membres des CSP- (20 %) que par les membres des CSP+ (10%).
Pour échapper aux lois de censure qui interdisaient de montrer toute pilosité corporelle pour que l'on ne puisse montrer la zone génitale (code Hays), l'industrie du film pornographique a eu recours à l'épilation. Au Japon, la censure a aussi visé la représentation des poils pubiens.

## Formes d'épilation du maillot
L'épilation classique du maillot vise à enlever les poils qui dépassent du maillot de bain. Il en existe de nombreuses variantes. Chez les femmes, son intérêt est essentiellement esthétique. Chez les hommes, l'épilation du pubis est utilisée pour faire paraître le pénis plus grand ou pour des raisons esthétiques.
L'épilation à la brésilienne, notamment, est une épilation assez échancrée, qui ne conserve qu'une mince bande de poils et un petit triangle devant. Pour l'épilation dite « ticket de métro », « à l'américaine » ou « brésilien », les poils sont supprimés selon des formes plus ou moins recherchées. L'épilation intégrale ne laisse quant à elle aucun poil.

## Techniques d'épilation du maillot

### Pince à épiler
La pince à épiler est utilisée pour les finitions du maillot. Elle ne permet pas de couvrir des larges zones et ne sert donc qu'à enlever les derniers poils restants après l'utilisation d'une autre méthode.

### Cire

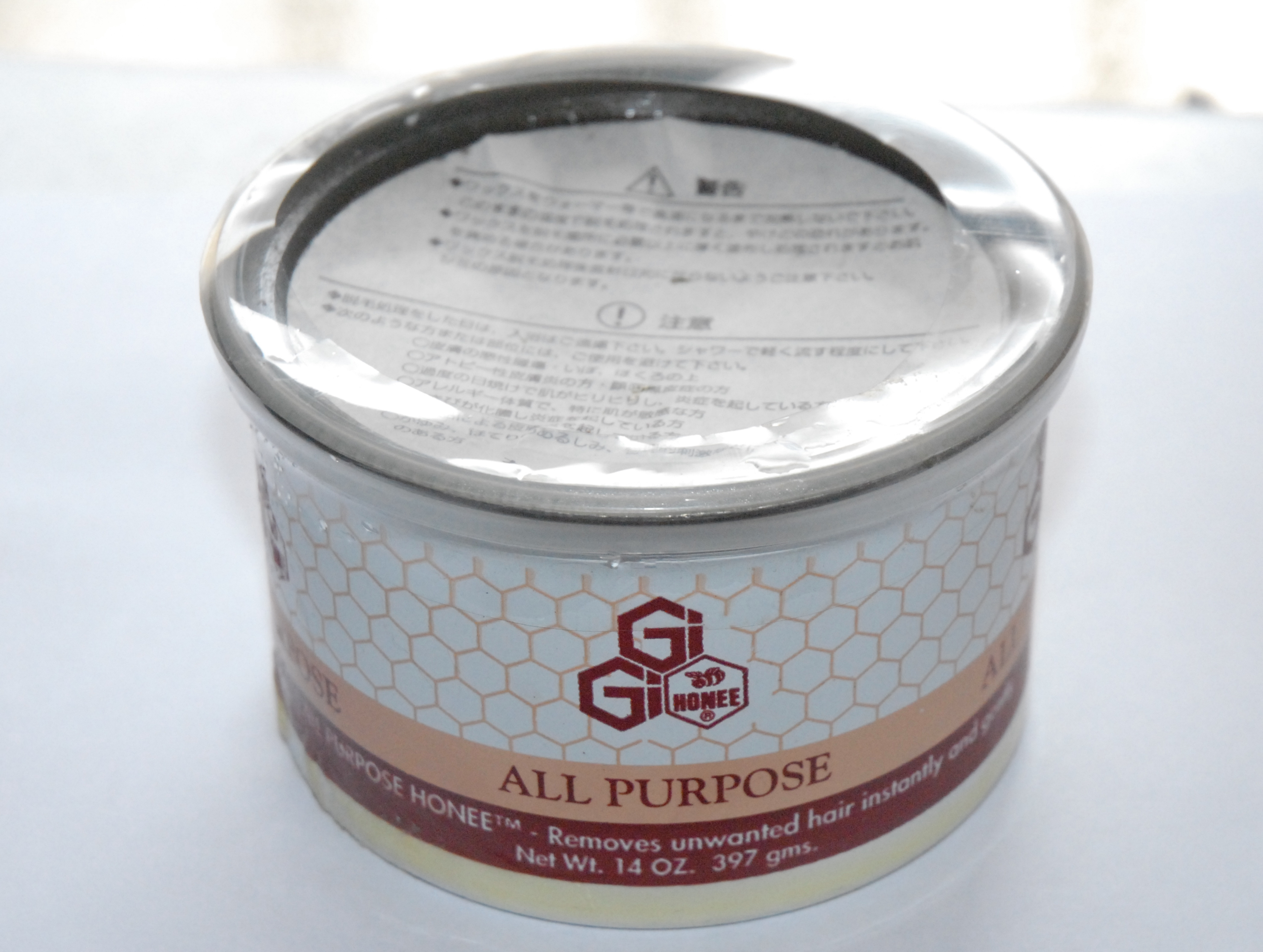
De la cire à épiler.

L'épilation à la cire chaude ou froide permet d'arracher les poils avec leur racine et est pratiquée toutes les 3 semaines environ. Ses deux principaux inconvénients sont la douleur et l'attente de la repousse des poils pour refaire une épilation.

### Crème dépilatoire
Les crèmes dépilatoires utilisent un dérivé du soufre pour dissoudre le poil au niveau de la peau. Elles ne causent pas de douleurs, mais nécessitent un entretien fréquent. 

### Tondeuse
La tondeuse a des sabots spéciaux pour la taille des poils, permettant de ne pas irriter la peau et de ne ressentir aucune douleur. Elle implique cependant un entretien très régulier. L'inconvénient de la méthode est qu'une petite partie de poil reste toujours visible.

### Epilation définitive au laser
L'épilation laser chauffe les zones traitées et les stérilise pour empêcher toute repousse des poils. Elle ne fonctionne pas sur les peaux foncées. 

## Dangers liés à l'épilation du maillot
L'épilation, et notamment concernant la région pubienne chez les femmes, augmente le risque d'IST, d'infections uro-génitales et de mycoses[source insuffisante].